# Racuch
Racuch – skała w miejscowości Racławice w województwie małopolskim, w powiecie krakowskim, w gminie Jerzmanowice-Przeginia. Wznosi się w lewych (wschodnich) zboczach górnej części Doliny Racławki Jest to obszar Wyżyny Olkuskiej w obrębie Wyżyny Krakowsko-Częstochowskiej.
Racuch to zbudowana z wapienia samotna skała wznosząca się wśród pól uprawnych w odległości około 530 m na wschód od drogi biegnącej przez Racławice. Na zachód opada pionową lub przewieszoną ścianą z filarami i kominami i zacięciami. Ściana ma wysokość 12–16 m i jest obiektem wspinaczki skalnej. Wspinacze poprowadzili na niej 20 dróg wspinaczkowych o trudności III+ – VI.3 w skali Kurtyki). Mają pełną asekurację.

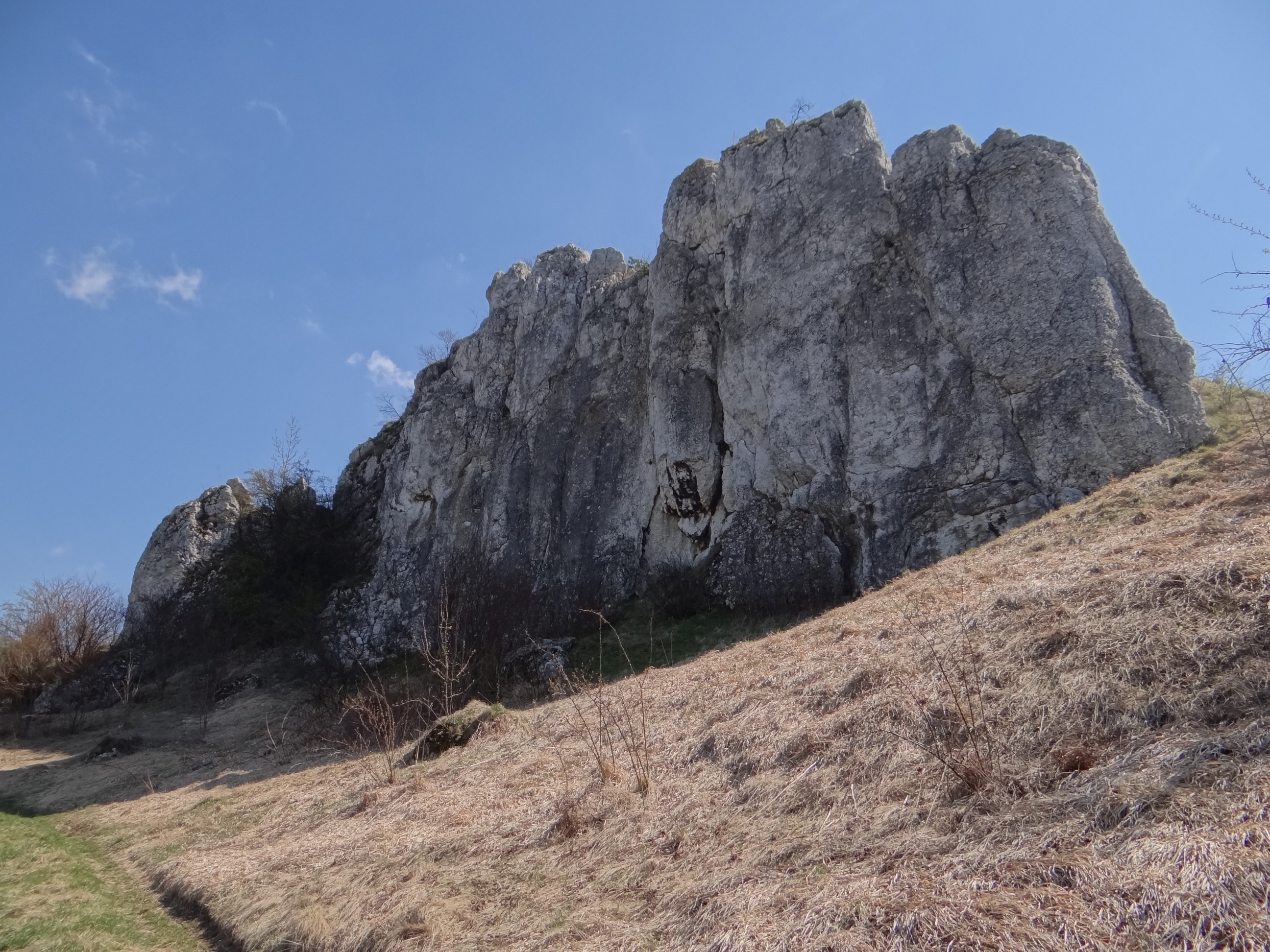
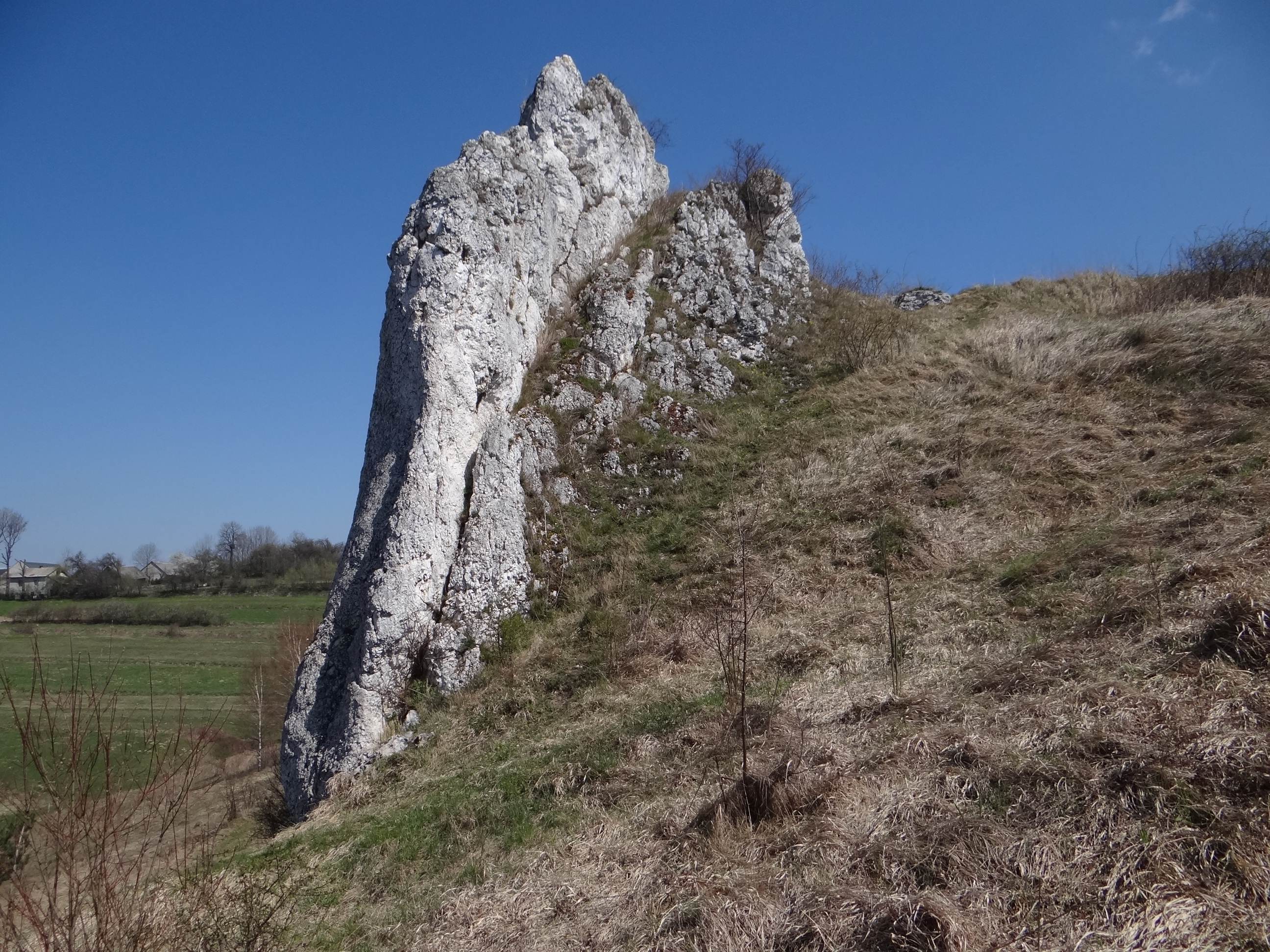
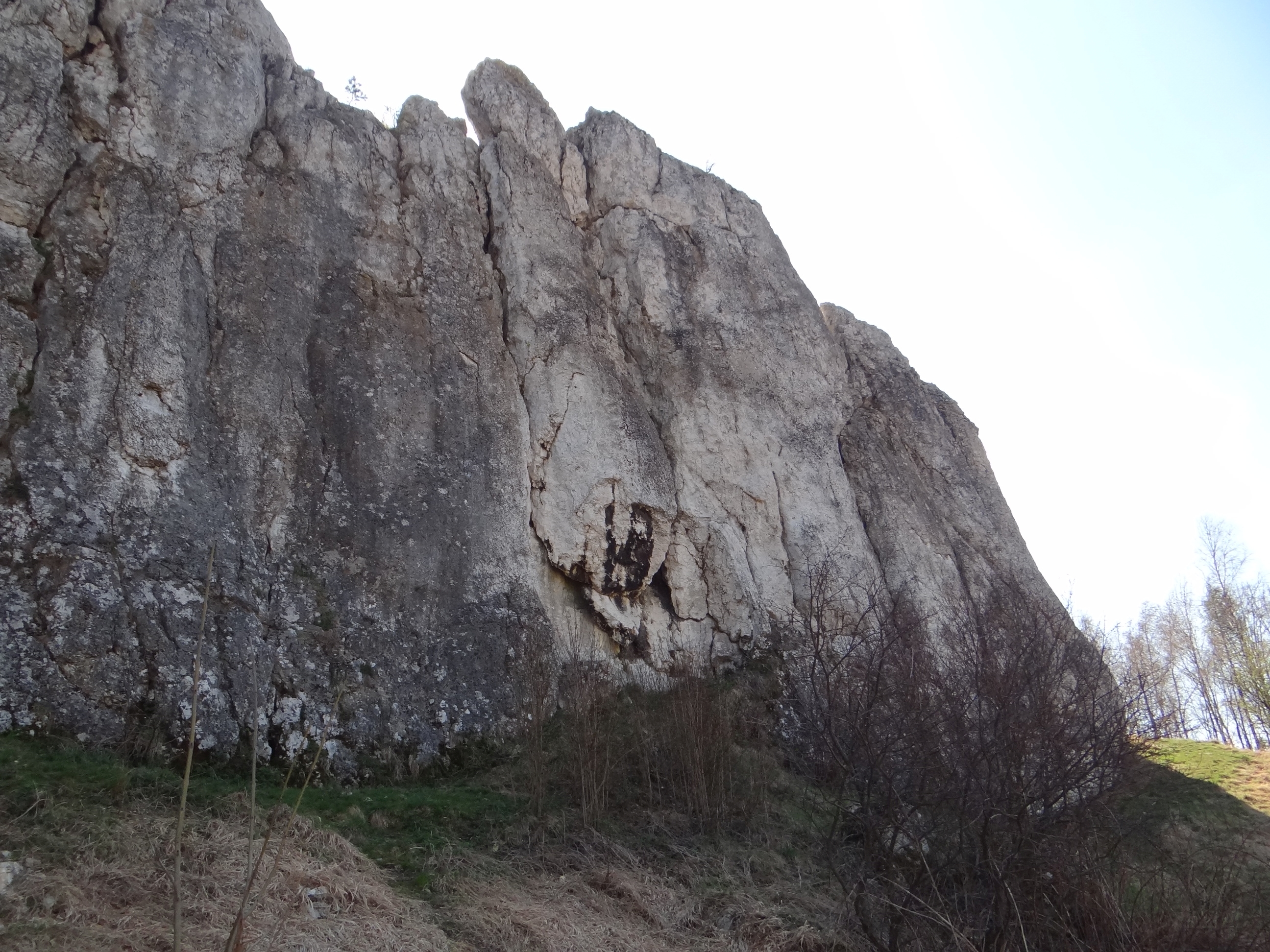
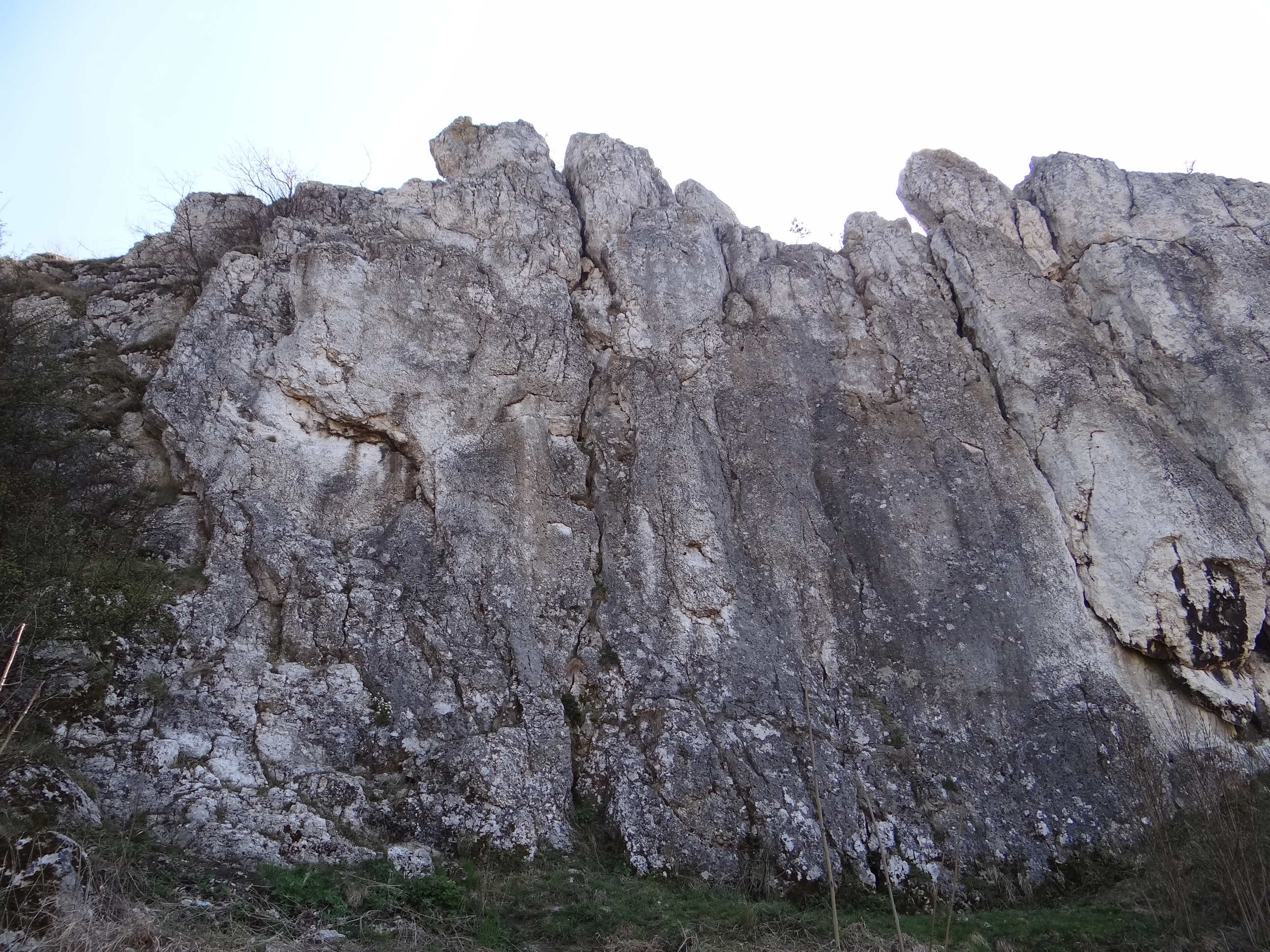
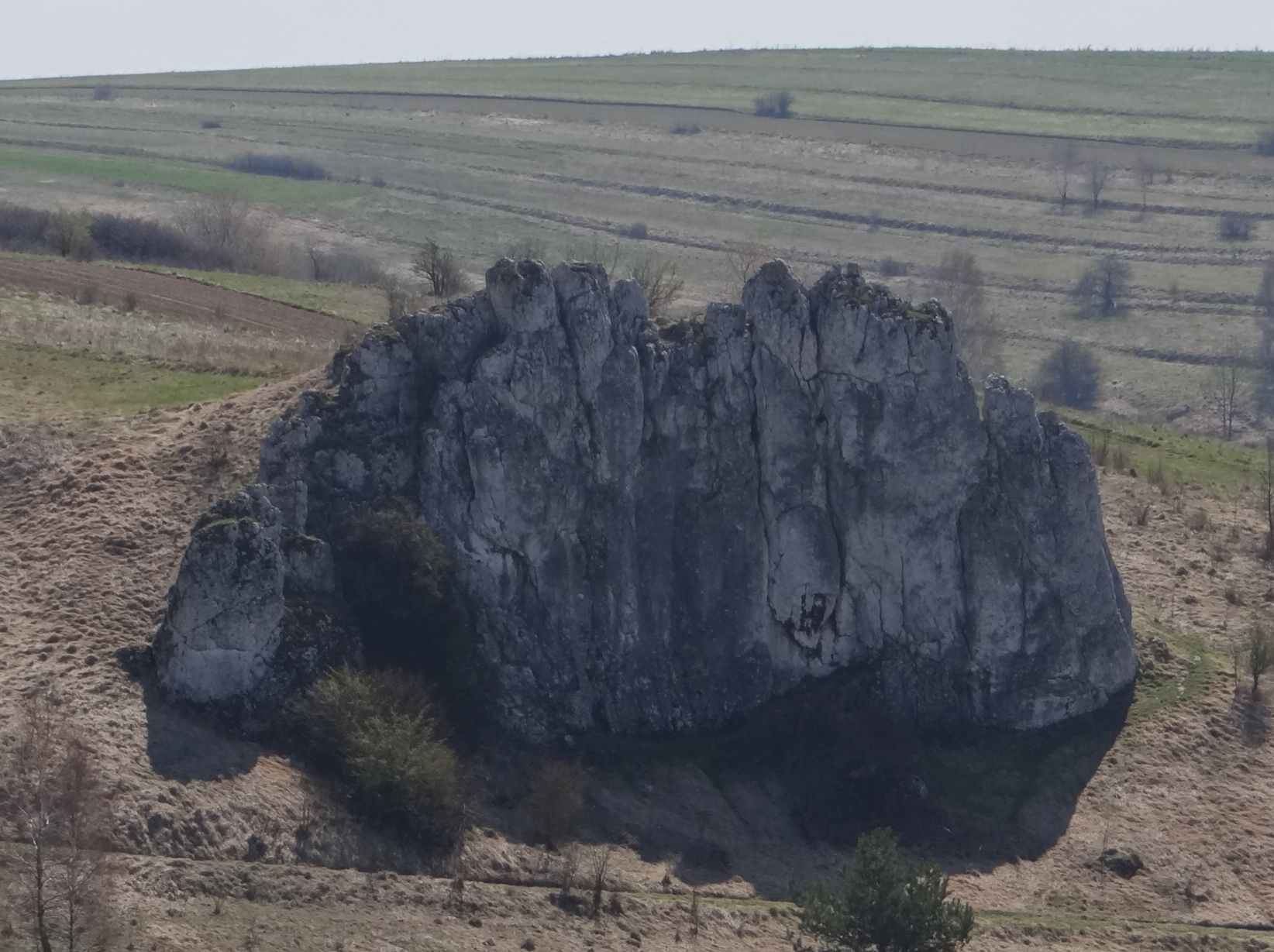